# Waasland-Beveren
Waasland-Beveren é uma equipe belga de futebol com sede em Beveren. Disputa a primeira divisão da Bélgica (Belgian Pro League).
Seus jogos são mandados no Freethiel Stadion, que possui capacidade para 13.290 espectadores.

## História
O Waasland-Beveren foi fundado em 1936.